# Аттіка (Канзас)
Аттіка (англ. Attica) — місто (англ. city) в США, в окрузі Гарпер штату Канзас. Населення — 516 осіб (2020).

## Географія
Аттіка розташована за координатами 37°14′34″ пн. ш. 98°13′39″ зх. д. / 37.24278° пн. ш. 98.22750° зх. д. (37.242781, -98.227589).  За даними Бюро перепису населення США в 2010 році місто мало площу 1,67 км², уся площа — суходіл.

## Демографія
Згідно з переписом 2010 року, у місті мешкало 626 осіб у 246 домогосподарствах у складі 155 родин. Густота населення становила 376 осіб/км².  Було 298 помешкань (179/км²).
Расовий склад населення:
| - 95,7 % — білих - 1,4 % — корінних американців - 0,8 % — чорних або афроамериканців - 1,3 % — осіб інших рас |

До двох чи більше рас належало 0,8 %. Частка іспаномовних становила 4,2 % від усіх жителів.
За віковим діапазоном населення розподілялося таким чином: 24,6 % — особи молодші 18 років, 50,2 % — особи у віці 18—64 років, 25,2 % — особи у віці 65 років та старші. Медіана віку мешканця становила 42,0 року. На 100 осіб жіночої статі у місті припадало 92,6 чоловіків;  на 100 жінок у віці від 18 років та старших — 87,3 чоловіків також старших 18 років.
Середній дохід на одне домашнє господарство  становив 53 891 долар США (медіана — 41 635), а середній дохід на одну сім'ю — 67 365 доларів (медіана — 65 909). Медіана доходів становила 35 125 доларів для чоловіків та 26 818 доларів для жінок. За межею бідності перебувало 19,1 % осіб, у тому числі 23,5 % дітей у віці до 18 років та 8,5 % осіб у віці 65 років та старших.
Цивільне працевлаштоване населення становило 337 осіб. Основні галузі зайнятості: освіта, охорона здоров'я та соціальна допомога — 28,2 %, будівництво — 15,1 %, виробництво — 14,8 %.